# Drie Formulieren van Enigheid

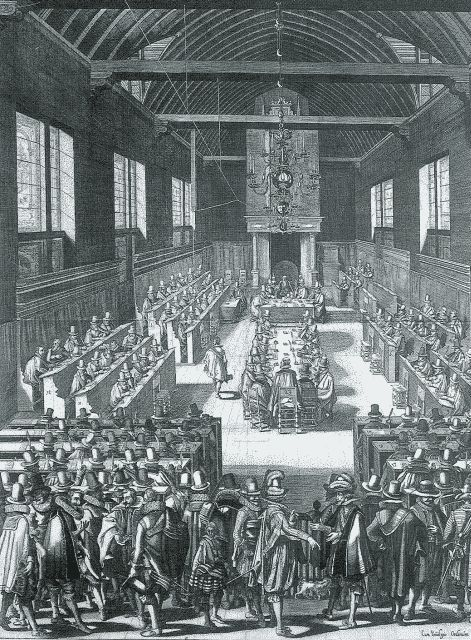
Synode van Dordrecht

De Drie Formulieren van Enigheid betreffen een drietal theologische geschriften die door de Synode van Dordrecht in 1618-1619 als de belijdenis van de toenmalige gereformeerde kerk werden aanvaard (uit deze gereformeerde kerk zijn de Nederlandse Hervormde Kerk en later de diverse gereformeerde kerkgenootschappen alsook (deels) de in 2004 ontstane Protestantse Kerk in Nederland (PKN) voortgekomen).
Deze drie belijdenisgeschriften zijn:
- Heidelbergse Catechismus, opgesteld door Zacharias Ursinus en Caspar Olevianus in 1563
- Nederlandse geloofsbelijdenis, opgesteld door Guido de Brès in 1561
- Dordtse Leerregels, opgesteld door de Synode van Dordrecht in 1618 en 1619. Deze worden ook wel de Vijf Artikelen tegen de Remonstranten genoemd

Naast de Drie Formulieren erkennen deze kerken ook de algemene christelijke geloofsbelijdenissen als belijdenisgeschrift: Apostolische Geloofsbelijdenis, Geloofsbelijdenis van Nicea en de Geloofsbelijdenis van Athanasius.

## Gebruik
Ondertekening van de Drie Formulieren van Enigheid werd door de Synode van Dordrecht verplicht gesteld voor predikanten van de gereformeerde kerk en voor de school- en catechiseermeesters. Voor dit laatste was de steun van de lokale overheden nodig. In 1631 besloot het stadsbestuur van Utrecht dat alle onderwijzers van stads- en particuliere scholen de drie formulieren van enigheid moesten ondertekenen, op straffe van uitsluiting. Delft volgde in 1663 en Amersfoort in 1683.
Hoewel ondertekening van de drie formulieren verplicht was, was er in de tijd van de Nederlandse Republiek geen uitgave van de drie formulieren gezamenlijk. Er werd daarom volstaan met de ondertekening van het door de Dordtse Synode vastgestelde ondertekeningsformulier.
De uitdrukking 'de drie formulieren van enigheid' voor de genoemde belijdenisgeschriften werd al gebruikt in de achttiende en de negentiende eeuw. In de achttiende eeuw vindt men de uitdrukking bij schrijvers als Jan Jacob Brahe (1726-1776) en Johannes Conradus Appelius (1715-1798).
In de 19e eeuw zorgde de Afscheiding van 1834 voor een herwaardering van de Dordtse Leerregels in afgescheiden kring. In de hervormde kerk ontstond binnen de meer orthodoxe stromingen een conflict over de status van de binding aan de belijdenisgeschriften daarvan. Dit leidde in 1869 tot een wetenschappelijke editie van deze drie belijdenisgeschriften door Johan Justus van Toorenenbergen, die aan de Dordtse Leerregels een ondergeschikte plaats toekende. In reactie hierop publiceerde Abraham Kuyper in 1883 een eigen editie als onderdeel van zijn plan om de hervormde kerk weer terug te brengen tot wat hij zag als haar gereformeerde wortels: De Drie Formulieren van Eenigheid, met de Kerkorde, gelijk die voor de Gereformeerde Kerken dezer landen zijn vastgesteld in haar laatstgehouden Nationale Synode. Voor kerkelijk en huislijk gebruik uitgegeven. Hiermee introduceerde hij de Drie Formulieren van Enigheid met kapitale letters als vaste omschrijving voor de drie belijdenisgeschriften van na de Reformatie. Kuyper pleitte voor ondertekening van de belijdenisgeschriften niet alleen door predikanten, maar ook door ouderlingen, waarmee hij een stap verder ging dan de Dordtse Synode. De Drie Formulieren werden vanaf dan standaard opgenomen in de kerkbijbels van de verschillende gereformeerde kerken. Ook uitgaven van de Drie Formulieren door predikanten uit andere gereformeerde kerken, zoals de Gereformeerde Gemeenten, werden voorzien van de door Kuyper gekozen titel.

## Theologie
In deze belijdenissen is het gedachtegoed van de Reformatie van Maarten Luther, Johannes Calvijn en Ulrich Zwingli duidelijk aanwezig. Veel formuleringen in deze geschriften gaan letterlijk terug op de Institutie van Calvijn. De eerste uitgave van de Institutie was van 1536.

## Betekenis
De Drie Formulieren van Enigheid hebben verschillende functies:
- Ze dienen als bron voor de geloofsoverdracht in catechese, prediking en onderwijs. Vooral de Heidelbergse Catechismus heeft die functie.
- Ze fungeren voor orthodox-gereformeerde kerken en organisaties als formulering voor datgene wat men als de fundamentele en onopgeefbare kern van het geloof beschouwt. Zo verlangen bijvoorbeeld veel gereformeerde en reformatorische scholen van hun personeelsleden dat zij instemmen met deze geschriften. Er wordt dan gezegd dat zij "de Formulieren van Enigheid dienen te onderschrijven".

Voor veel christenen in Nederland hebben deze formulieren nog steeds betekenis. De ontwikkeling dat een deel zich afscheidt van de Protestantse Kerk in Nederland heeft mede met de gehechtheid aan deze formulieren te maken. De PKN hanteert een grondslag die breder is dan deze formulieren. Sommigen zijn het daar niet mee eens, wat onder meer heeft geresulteerd in de oprichting van de Hersteld Hervormde Kerk.

## Politiek
De Nederlandse Staatkundig Gereformeerde Partij heeft in haar grondbeginselen, daterende van 1918, staan dat zij de Drie Formulieren van Enigheid helemaal en zonder voorwaarden onderschrijft, zoals deze zijn vastgesteld op de Nationale Synode, gehouden in Dordrecht (Nederland) in 1618 en 1619. Daarmee is zij de enige Nederlandse politieke beweging die de formulieren van enigheid tot grondbeginselen heeft gemaakt. De ChristenUnie noemde de Drie Formulieren ook in haar beginselen, maar omschreef de binding hieraan losser dan bij de SGP het geval is. De verwijzing naar deze belijdenisgeschriften is in 2015 geschrapt en vervangen door een verwijzing naar de Geloofsbelijdenis van Nicea.